# 日照山虎耳草
日照山虎耳草（学名：Saxifraga rizhaoshanensis）为虎耳草科虎耳草属下的一个种。

## 扩展阅读
- 維基物種上的相關：日照山虎耳草